# Laznica, Cerkno
Laznica je naselje v Občini Cerkno. Ustanovljeno je bilo leta 1996 iz dela ozemlja naselja Poče. Leta 2015 je imelo 44 prebivalcev.